# Вірний (Іглінський район)
Ві́рний (рос. Верный, башк. Верный) — присілок у складі Іглінського району Башкортостану, Росія. Входить до складу Калтимановської сільської ради.
Населення — 91 особа (2010; 82 в 2002).
Національний склад:
- росіяни — 35 %
- білоруси — 26 %